# Plancherine
Plancherine är en kommun i departementet Savoie i regionen Auvergne-Rhône-Alpes i sydöstra Frankrike. Kommunen ligger i kantonen Grésy-sur-Isère som tillhör arrondissementet Albertville. År 2022 hade Plancherine 462 invånare.

## Befolkningsutveckling
Antalet invånare i kommunen Plancherine
| Referens: INSEE |